# María Verdoy
María Verdoy (València, 16 de febrer de 1985) és una periodista i presentadora de televisió valenciana coneguda per les seves col·laboracions en programes de Mediaset España com Cazamariposas, Viva la vida o Fiesta. Des del 6 de gener de 2024 presenta Socialité a Telecinco.
Llicenciada en Periodisme i Comunicació Audiovisual per la Universitat de València, a més d'haver cursat formació complementària en presentació de televisió i ràdio, després dels seus inicis en la ràdio i les seves col·laboracions al Canal Nou, va fer el salt a la televisió d'àmbit espanyol el 2013 com a reportera de Cazamariposas, on es va mantenir fins a 2019.
La periodista ha treballat en multitud de programes de Mediaset España, entre els quals destaquen Viva la vida, Ya es mediodía, Sálvame Mediafest o Fiesta. Durant l'estiu de 2023 es va encarregar, amb Frank Blanco, de presentar Fiesta de verano durant les vacances estivals d'Emma García.
A finals de 2023 es va anunciar que substituiria María Patiño i Núria Marín al capdavant de Socialité. El 6 de gener de 2024 es va estrenar com a presentadora del programa.